# Шихаа, Роза
Роза Аталлах Шихаа (араб. روز عطا الله شحفة‎, англ. Rose Shihaa) — сирийско-ливанская феминистка.
Шихаа известна как одна из пионеров женского движения на Ближнем Востоке, занималась писательской деятельностью и продвижением прав женщин, писала статьи для нескольких журналов и газет своего времени, читала лекции в нескольких университетах арабских стран от Египта до Сирии.

## Деятельность
Шихаа называют одним из пионеров сирийско-ливанского женского движения наряду с Лабибой Сабит, Ибтихаджем Каддурой, Адель Наху, Эвелин Бустрос, Лорой Табет, Найлой Сааб и Эмили Фарес Ибрагим. Они принадлежали к группе просвещенных светских женщин, получивших образование у западных миссионеров, снявших чадру и поддерживавших независимость от колониальной власти, но которые, подобно современным арабским националистам-модернистам, считали, что новая независимая нация не добьется успеха, если не включит женщин в число своих активных граждан.
Шихаа возглавляла несколько женских организаций в Сирии и Ливане, в том числе Совет ливанских женщин в 1944 году. Она читала лекции в нескольких университетах арабских стран от Египта до Сирии, и посещала женские конференции в Ливане и по всему миру.

## Публикации
Роза Шихаа занималась писательской деятельностью и продвижением прав женщин. Она писала статьи для нескольких журналов и газет своего времени, в том числе для «al-Arous» (Невеста) и «Sout al-Maraa» (Женский голос).  Одна из Шихаа книг, «Wahi al-Omouma» (Вдохновение материнства) представляла собой сборник статей и речей, собранных биографом и известным защитником прав женщин Герги Базом (Goergi Baz). 